# VM웨어 퓨전
VM웨어 퓨전(영어: VMware Fusion)은 VM웨어사가 인텔 프로세서를 갖춘 매킨토시 컴퓨터를 위해 제공하는 가상 머신 소프트웨어이다. VM웨어 퓨전은 인텔 기반의 macOS 컴퓨터가 x86/x86-64 게스트 운영 체제를 인텔 기반의 MacOS에서 실행할 수 있게 도와준다. 호스트 운영체제 자격의 맥 오에스 텐과 동시에 돌릴 수 있는 가상 머신에서 지원하는 운영 체제는 이를테면  윈도우, 리눅스, 넷웨어, 솔라리스를 들 수 있다. 가상화, 에뮬레이션, 동적 리컴파일 기술을 함께 사용한다.

## 개요
퓨전은 VM웨어의 매킨토시 x86 가상화 시장에 처음 진입한 버전이며, 애플 인텔 변화를 통해 실현되었다. 퓨전은 인텔 코어 마이크로아키텍처 플랫폼에 존재하는 인텔 가상화 기술을 이용한다. 퓨전의 대부분 기술이 VM웨어 워크스테이션과 같은 VM웨어 제품들로부터 가져온 것이며, VM웨어 첫 베타 버전부터 64 비트와 SMP를 지원할 수 있게 도와 주었다. VM웨어의 기업형 가상화 기술의 역사를 살펴 보면, 퓨전은 오에스 텐/윈도 통합 및 기능보다는 높은 성능을 위주로 하고 있다.
VM웨어 퓨전 1.0은 퓨전 발표일에서 정확히 한 해가 지난 2007년 8월 6일에 출시되었다.

## 요구 사항
- 인텔 기반의 맥 (64비트 게스트 운영 체제는 EM64T를 지원하는 프로세서를 요구한다)
- 512 메가바이트의 램 (1 기가바이트 이상을 권장한다)
- 275 메가바이트의 디스크 여유 공간 (VM웨어 퓨전이 사용할 만큼의 용량이다)
- 각 가상 머신에 필요한 1 기가바이트 여유 디스크 공간 (10 기가바이트 이상을 권장한다)
- 맥 오에스 텐 버전 10.4.9 이상

## 버전 역사
| 버전              | 출시일           | 참고                                                                                          |
| ----------------- | ---------------- | --------------------------------------------------------------------------------------------- |
| VM웨어 퓨전 1.0   | 2007년 8월 6일   | 4 개의 베타 버전에 이은 첫 버전.                                                              |
| VM웨어 퓨전 1.1   | 2007년 11월 12일 | Mac OS X Leopard, 부트 캠프, DirectX, 유니티(Unity)를 지원.                                   |
| VM웨어 퓨전 1.1.1 | 2008년 1월 24일  | 버그 수정.                                                                                    |
| VM웨어 퓨전 1.1.2 | 2008년 4월 23일  | 버그 수정 및 타임 머신 지원.                                                                  |
| VM웨어 퓨전 1.1.3 | 2008년 5월 30일  | 버그 수정.                                                                                    |
| VM웨어 퓨전 2     | 2008년 9월 12일  | 다중 스냅샷, 향상된 Unity 기능. DirectX 9.0 Shader Model 2 3D 및 Mac OS X Server 게스트 지원. |

## 같이 보기
- 가상화